# Rhyssemus morgani
Rhyssemus morgani är en skalbaggsart som beskrevs av Bénard 1911. Rhyssemus morgani ingår i släktet Rhyssemus och familjen Aphodiidae. Inga underarter finns listade i Catalogue of Life.